# 阿斯佩爾島
阿斯佩爾島（挪威語：Asperö）是挪威的島嶼，位於哥德堡市南面的卡特加特海峽，由西約塔蘭省負責管轄，屬於哥德堡群島的一部分，面積0.33平方公里，2010年人口402。